# Salangana de Whitehead
La salangana de Whitehead (Aerodramus whiteheadi) és una espècie d'ocell de la família dels apòdids (Apodidae) que habita zones obertes i forestals de muntanyes per sobre dels 1300 m de les Filipines. Cria en coves.